# Атасуская крепость
Атасуская крепость расположена на территории Жанааркинского района Карагандинской области Казахстана, в 10 км к востоку от местности Айшырак, на правом берегу реки Талас. Относится к XVIII веку. В 1997 году исследована Центрально-Казахстанской археологической экспедицией (руководитель Ж. Курманкулов). Имеет в плане четырёхугольную форму. Стены сложены из камня. По углам сохранились остатки башен. Высота остатков стен 0,3—1 м. Длина каждой стены 400—600 м. Внутри крепости следы построек отсутствуют. Видимо, здесь ставились юрты и палатки. В 55 км от Атасуской крепости расположена крепость Актау, построенная по указу российского правительства.